# Acidente na mina de Pike River em 2010
O acidente na mina de Pike River ocorreu em 19 de novembro de 2010 em Greymouth, Nova Zelândia. Uma explosão deixou cerca de 29 mineiros presos a pelo menos 1 500 metros da entrada da mina. A jazida situa-se 120 metros abaixo da superfície, e é acessada primariamente pela horizontal. Dois mineiros escaparam com ferimentos leves no dia da explosão, ao escalarem um duto de ar.
No dia 24 de novembro de 2010, especialistas conseguiram perfurar um pequeno túnel até a galeria. Ao analisarem a qualidade do ar, foi constatada uma quantia excessiva de monóxido de carbono e gás metano, indicando quantidade insuficiente de oxigênio. Estudava-se a possibilidade de os mineiros já estarem mortos devido à intoxicação, quando uma segunda explosão dentro da galeria foi sentida da superfície, acabando com as esperanças das equipes de resgate de salvar a vida dos trabalhadores soterrados.

## Identificação do trabalhadores
Os mineiros tinham idades entre 17 a 62 anos; 24 eram neozeolandeses, predominantemente da região da costa oeste. Nomes e idades conforme jornal local.